# Dragoslav Mihailović

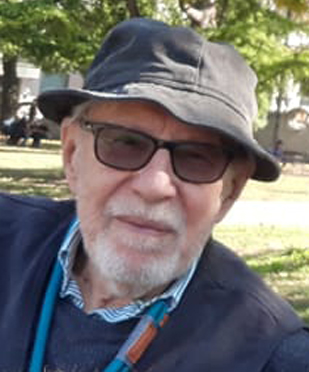
Dragoslav Mihailović

Dragoslav Mihailović (Servisch: Драгослав Михаиловић) (Ćuprija, 17 november 1930 – Belgrado, 12 maart 2023) was een Servische schrijver van romans, verhalen, toneelstukken en essays.
Mihailović’ moeder stierf toen hij twee jaar oud was en zijn vader stierf in 1948 waardoor hij afhankelijk werd van sociale ondersteuning. In 1949 rondde hij het gymnasium in Ćuprija af en ging hij Joegoslavische literatuur en Servo-Kroatisch studeren in Belgrado. In 1950 werd hij in het kader van de zuiveringen na Tito's breuk met Stalin gearresteerd omdat hij zich solidair had getoond met een reeds gearresteerde vriend. Mihailović zat gevangen in Ćuprija, Kragujevac, Belgrado en in het geheime heropvoedingskamp voor politieke tegenstanders op het eiland Goli otok. Na zijn vrijlating in 1952 was hij in slechte gezondheid en had hij ondergewicht, maar hij voldeed in datzelfde jaar toch aan de militaire dienstplicht. In 1957 studeerde hij af in Belgrado. Hij werkte onder andere als verkoper van eieren, impresario van een reizend circus, journalist en lector. 
In 1967 publiceerde Mihailović zijn eerste boek: de verhalenbundel Frede, laku noć. Een jaar later volgde de roman Kad su cvetale tikve die vertaald werd in het Duits, Engels en Frans. In deze kritische roman werd ook naar Goli otok verwezen wat in Joegoslavië destijds een taboeonderwerp was. In 1969 ondertekende hij met vijfendertig andere intellectuelen een petitie die de Joegoslavische regering ertoe opriep om amnestie te verlenen aan politieke dissidenten. In hetzelfde jaar ging een toneelbewerking van Kad su cvetale tikve in première, maar werd van het programma verwijderd omdat het stuk door kranten en door Tito zelf in een openbare rede werd aangevallen. Hierna verschenen er enkele jaren geen boeken meer van Mihailović. Voor de roman Petrijin venac ontving hij in 1976 de Andrić-prijs. 

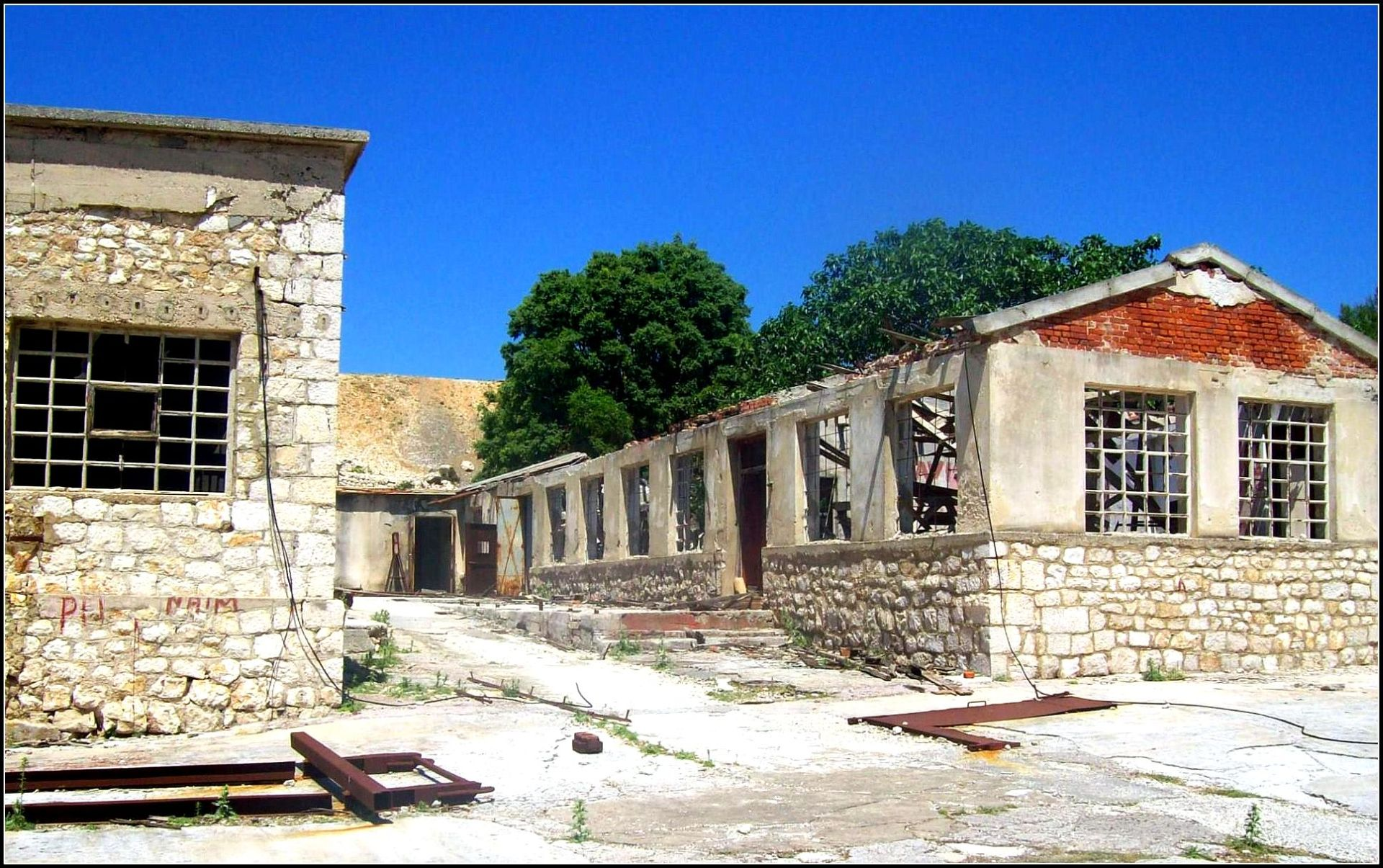
Restanten van de gevangenis op Goli otok

In 1988 publiceerde Mihailović een open brief in het literaire tijdschrift Knjizevne Novine waarin hij Tito en diens naaste medewerkers Edvard Kardelj en Aleksandar Ranković verantwoordelijk achtte voor de gruwelen op Goli otok. Hierop werd het tijdschrift door de Joegoslavische regering verboden. Dit verbod werd evenwel door de rechter opgeheven omdat de gebeurtenissen in het heropvoedingskamp inmiddels algemeen bekend waren en geen taboeondwerp meer vormden. Over Goli otok publiceerde  Mihailović vanaf de jaren negentig een uit vijf boekdelen bestaande documentatie gebaseerd op gesprekken met medegevangenen en voorzien van plattegronden, verklarende noten en lijsten van omgekomen gevangenen. In 2006 werd hij door de Servische staat gerehabiliteerd voor de tijd die hij op Goli otok gevangen zat.
Mihailović  was sinds 1991 lid van de Servische Academie van Wetenschappen en Kunsten. 